# Amerikas bosættelse
De videnskabelige beviser, der er tilgængelige, indikerer, at selvom nyere mennesker dukkede op i Afrika for omkring 300.000 år siden, ankom de først i Amerika for omkring 26.000-19.000 år siden under den sidste istids maksimum. Den nuværende forståelse for Bosættelsen af Amerika er fremkommet ved fremskridt i fire indbyrdes forbundne discipliner: arkæologi, Pleistocæn geologi, fysisk antropologi og DNA analyse. Selvom der er generel enighed om, at Amerika først blev bosat fra Asien, forbliver migrationsmønstrene, timingen, og oprindelsesstedet/oprindelsesstederne for de folk, som migrerede til Amerika, uklar(e).
Bosættelsen af Amerika er af stor interesse blandt arkæologer og antropologer. Moderne biokemiske teknikker har såvel som akkumuleringen af arkæologiske og geologiske beviser, har gradvist ført til et større fokus på emnet; imidlertid er der fortsat betydelige spørgsmål, som forbliver ubesvarede.